# 591426 Adalawson
591426 Adalawson este o planetă minoră (asteroid) din Mars-crossing asteroid⁠(d). A fost descoperită pe 2 septembrie 2013 la  de Norman Falla⁠(d). 
Obiectul prezintă o orbită caracterizată de o semiaxă mare de 1,8874373836463 UAi, o excentricitate de 0,1294422903536, o înclinație de 19,277408274314 ° în raport cu ecliptica.